# Honoré Wagner

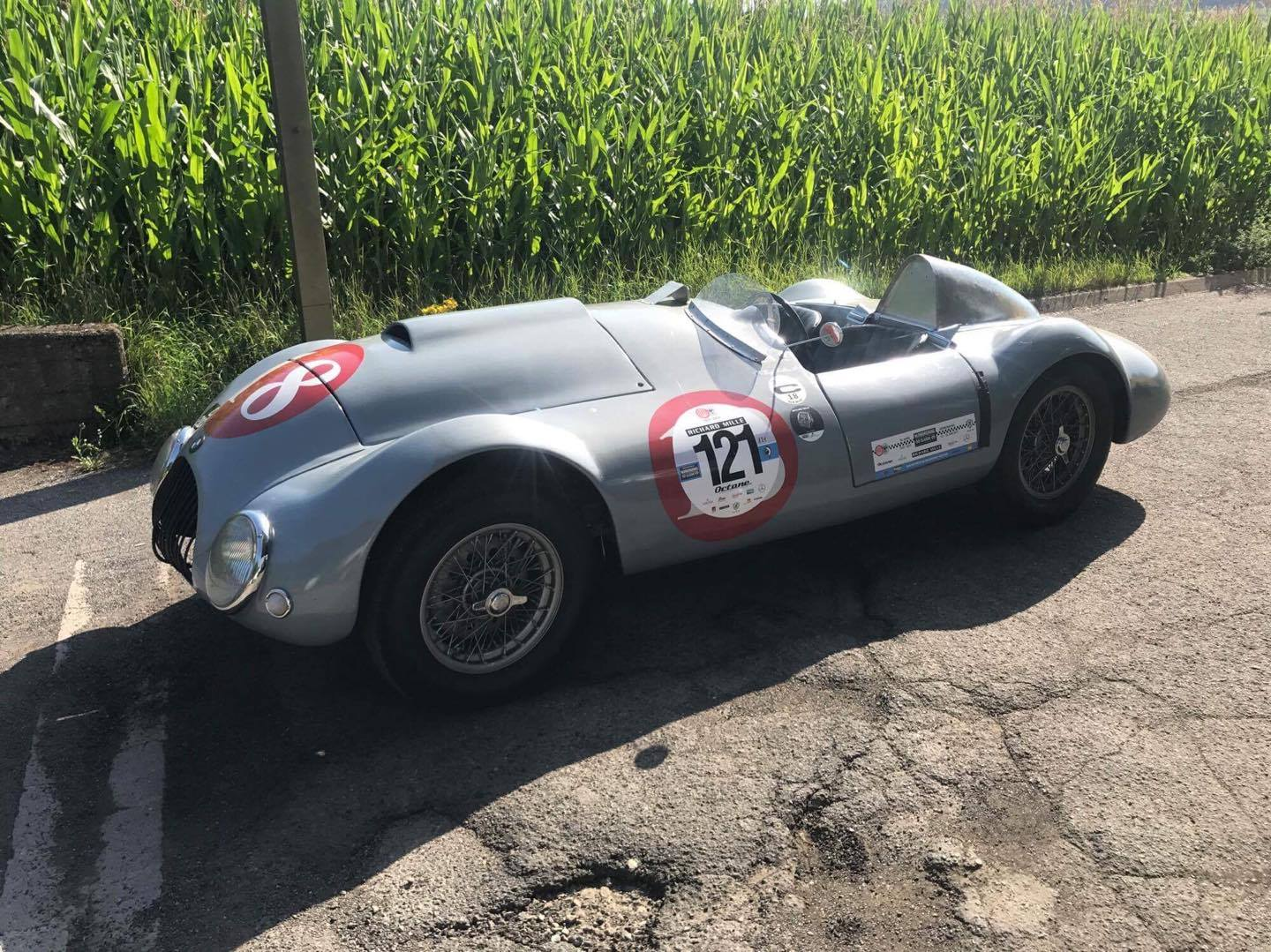
Wagner BMW 328 Spezial (2017)

Honoré Wagner (* 1. Juni 1921; † 23. Mai 1965 auf dem Nürburgring) war ein luxemburgischer Pilot und Autorennfahrer.

## Flieger
Honoré Wagner wurde als Sohn des Garagen- und Autohändlers Chany Wagner geboren. Nach dem Zweiten Weltkrieg, an dem er als Zwangsrekrut teilnahm, interessierte er sich für schnelle Autos und Flugzeuge. 1947 erhielt er in der Schweiz einen Pilotenschein. Am 30. August 1948 brach Wagner während eines Fluges mit der LX-ONT von Grenchen nach Genf mit 4100 Metern den luxemburgischen Höhenrekord. 1949 erhielt er seine luxemburgische Pilotenlizenz mit der Nummer 25.

## Karriere als Rennfahrer
Wagner zeigte auch sein Talent als Autofahrer bei mehreren Autorennen. Bei seiner ersten Teilnahme an den 12-Stunden-Rennen von Paris am 12. September 1948 belegte er mit einem BMW 328 den dritten Platz in der Zweiliterklasse und den sechsten Platz in der Gesamtwertung. Beim Großen Preis von Luxemburg am 26. Mai 1949 in Findel wurde er hinter Luigi Villoresi auf dem Ferrari 166 und dem Belgier André Pilette auf dem BMW 328 Dritter.
Im selben Jahr belegte er beim 24-Stunden-Rennen von Spa-Francorchamps zusammen mit dem Franzosen Fernand Sigrand den siebten Platz. Im 24-Stunden-Rennen von Spa-Francorchamps 1953, einem Wertungslauf der Sportwagen-Weltmeisterschaft dieses Jahres, fuhr er einen Ferrari 212 Export mit Charles de Tornaco als Partner.
In seiner aktiven Zeit als Rennsportler fuhr Wagner hauptsächlich BMW, Veritas und seinen eigenen Wagner BMW 328 Special. Letzterer war ein eigenes Design mit einem L6-Motor (1,9 Liter) aus dem BMW 328 und einer selbstgebauten Karosserie, die Elemente des Veritas RS enthielt. Die Karosserie wurde in der Werkstatt von Wagners Onkel zusammengebaut und bestand als typisches Lakester-Modell aus Material von Flugzeug-Abwurftanks aus überzähligen Beständen der United States Air Force.
Am 23. Mai 1965 startete Honoré Wagner, der mit seinen 43 Jahren zu den Veteranen der Rennszene gehörte, zusammen mit Nicolas Koob beim 1000-km-Rennen auf dem Nürburgring in der Klasse GT 1.6. In der 19. (oder 20.) Runde kam er mit seinem Alfa Romeo Giulia TZ auf der berüchtigten Nordschleife im Streckenabschnitt Kallenhard (nach anderer Quelle in der Bergwerk-Kurve) von der Piste ab. Der Wagen rutschte über eine Böschung einen Abhang hinunter und kam in einer Regenrinne zum Liegen. Wagner erlitt dabei tödliche Kopfverletzungen.

## Statistik

### Einzelergebnisse in der Sportwagen-Weltmeisterschaft
| Saison | Team                   | Rennwagen          | 1   | 2   | 3   | 4   | 5   | 6   | 7   | 8   | 9   | 10  | 11  | 12  | 13  | 14  | 15  | 16  | 17  | 18  | 19  | 20  |
| ------ | ---------------------- | ------------------ | --- | --- | --- | --- | --- | --- | --- | --- | --- | --- | --- | --- | --- | --- | --- | --- | --- | --- | --- | --- |
| 1953   | Ecurie Francorchamps   | Ferrari 212 Export | SEB | MIM | LEM | SPA | NÜR | RTT | CAP |     |     |     |     |     |     |     |     |     |     |     |     |     |
| 1953   | Ecurie Francorchamps   | Ferrari 212 Export | DNF |     |     |     |     |     |     |     |     |     |     |     |     |     |     |     |     |     |     |     |
| 1965   | Equipe Luxembourgeoise | Alfa Romeo TZ      | DAY | SEB | BOL | MON | MON | RTT | TAR | SPA | NÜR | MUG | ROS | LEM | REI | BOZ | FRE | CCE | OVI | NÜR | BRI | BRI |
| 1965   | Equipe Luxembourgeoise | Alfa Romeo TZ      |     |     |     |     |     | DNF |     |     |     |     |     |     |     |     |     |     |     |     |     |     |